# Paige Hurd
Paige Audrey-Marie Hurd (Dallas (Texas), 20 juli 1992) is een Amerikaanse actrice.

## Biografie
Hurd werd geboren in Dallas (Texas) bij een Afro-Amerikaanse vader en een Puerto Ricaanse moeder. Zij leerde het acteren op de acteerschool Dallas Young Actors Studio in Dallas.
Hurd begon in 2000 met acteren in de televisieserie Felicity, waarna zij nog meerdere rollen speelde in televisieseries en films.

## Filmografie

### Films
- 2021 Who Is Christmas Eve? - als Eve
- 2018 Thriller - als Gina Brown
- 2018 Halfway There - als 'Noose' Stockton
- 2016 Grandma's House - als Maryland
- 2015 A Girl Like Grace - als Andrea
- 2013 Crosstown – als Jazmine
- 2010 Peep Game – als Tresse Hart
- 2007 Ben 10: Race Against Time – als Stephanie
- 2005 Beauty Shop – als Vanessa
- 2005 Virginia – als Giny
- 2003 Dr. Seuss' The Cat in the Hat – als Denise
- 2003 Cradle 2 the Grave – als Vanessa

### Televisieseries
Uitgezonderd eenmalige gastrollen.
- 2020-2022 Power Book II: Ghost - als Lauren - 20 afl.
- 2019-2021 The Oval - als Gayle Franklin - 26 afl.
- 2013-2017 Hawaii Five-0 – als Samantha Grover – 7 afl.
- 2006-2009 Everybody Hates Chris – als Tasha – 17 afl.

- Library of Congress Control Number: no2018031118
- Virtual International Authority File: 2816152140028111100006
- WorldCat: E39PBJf49MhmGWVD6Dgv4fWxDq